# Protoparmelia leproloma
Protoparmelia leproloma är en lavart som först beskrevs av Rolf Santesson och som fick sitt nu gällande namn av Gerhard Rambold och Josef Poelt. 
Protoparmelia leproloma ingår i släktet Protoparmelia och familjen Parmeliaceae. Arten är reproducerande i Sverige.